# Bolon
Pour les articles homonymes, voir bolon (langue).
Ne doit pas être confondu avec bolong.

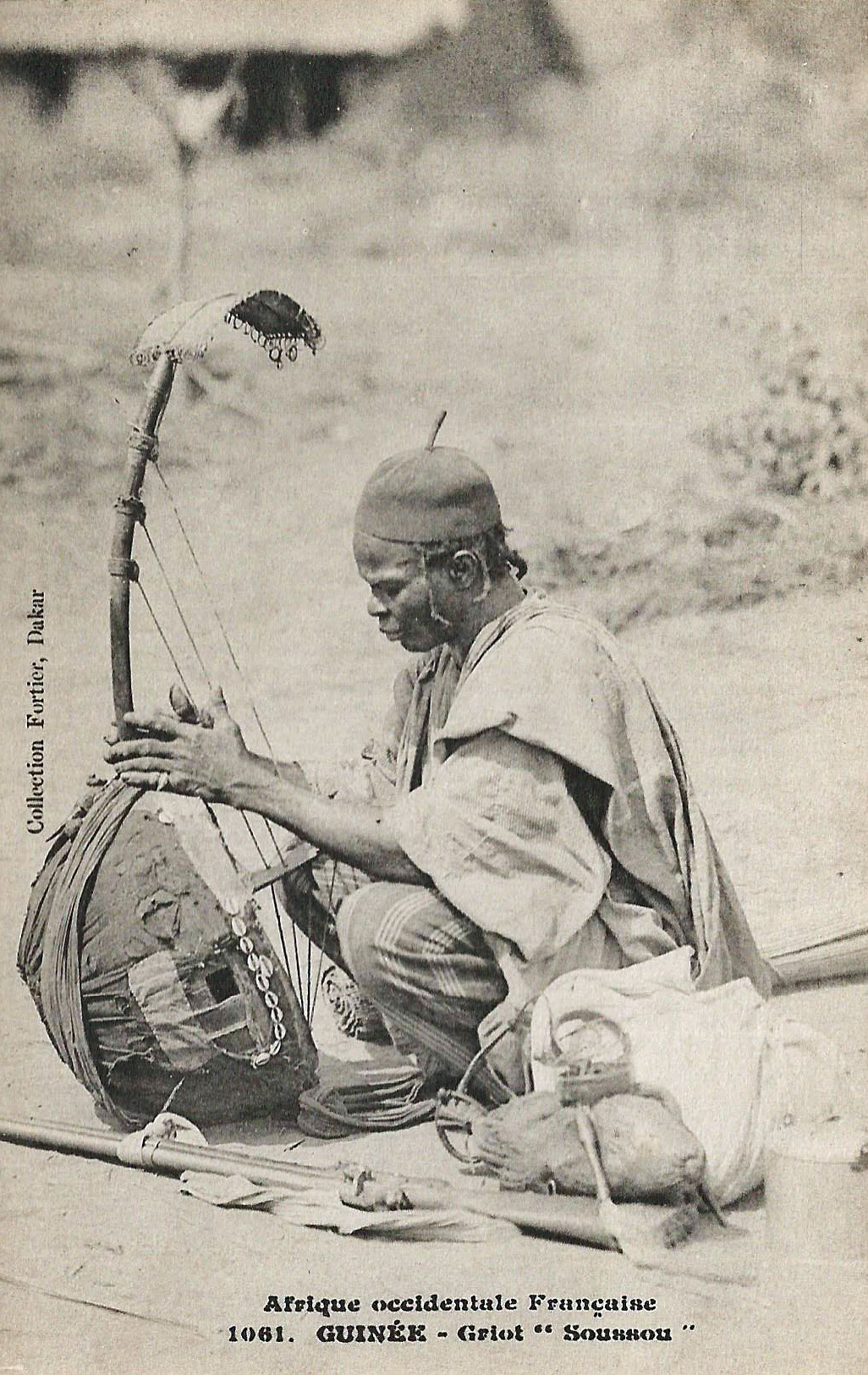
Joueur de bolon soussou yeliba en 1905

Le bolon, bolon bato ou m'bolon est un instrument de musique à cordes du Mali. C'est une harpe-luth, sorte de basse à trois cordes proche du n'goni ou de la kora. Depuis le XIe siècle, c'est un instrument populaire mandingue, répandu en pays bambara, sénoufo et minianka. 

## Lutherie
Il est composé d'une caisse de résonance en calebasse recouverte d'une peau d'antilope ou de chèvre, sur laquelle repose le chevalet. Le manche recourbé du bolon est en bois ou plus rarement en bambou. Les cordes sont traditionnellement en boyaux torsadés, remplacés aujourd'hui par du nylon, fixées sur un morceau de tôle découpé surmontant le manche. Le bolon bato a 4 cordes quant à lui.

## Jeu
On en joue en le tenant toujours devant soi, fixé au cou par une lanière ; on en pince les cordes à l'aide d'une baguette en bois en forme de V tenue par la main droite. 
En voie de disparition, il subsiste encore pour encourager les cultivateurs. Il avait une fonction martiale, funéraire et cérémoniale. 

## Patrimoine culturel immatériel
En décembre 2021, l'UNESCO inscrit « les pratiques et expressions culturelles liées au "M'bolon", instrument de musique traditionnel à percussion » sur la liste du patrimoine immatériel nécessitant une sauvegarde urgente.